# Humbaba

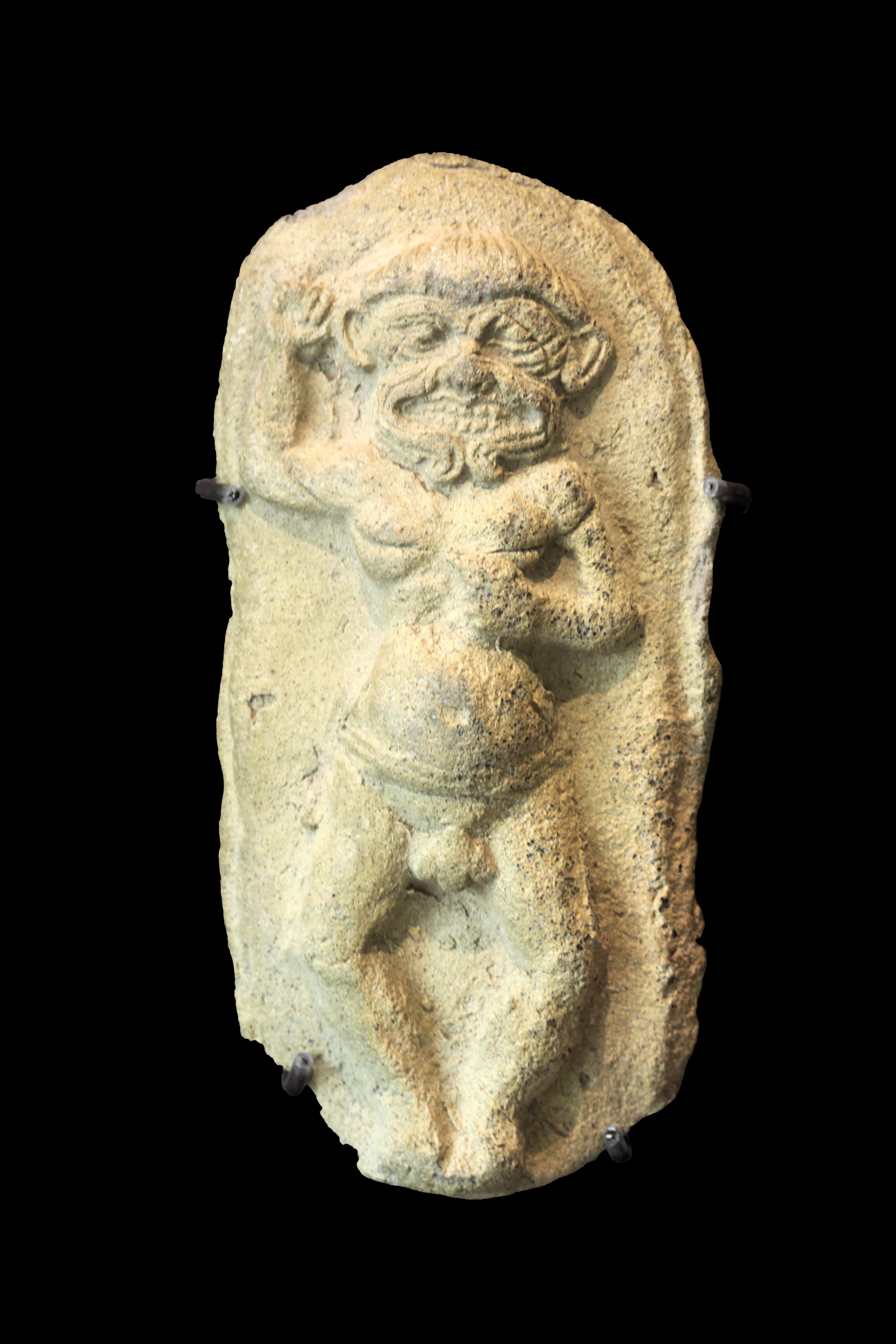
Demonio mesopotámico Humbaba, guardián del bosque de cedros. Terracota del II milenio a. C. (Museo del Louvre).

Jumbaba, Huwawa (en ortografía sumeria), Hubaba en elamita o Humbaba (en ortografía asiria), en la mitología sumeria y acadia, fue un gigante, guardián y señor del bosque de cedros en la "Tierra de los Vivos", donde moraban los dioses, gobernada por Utu, el Sol. Personificaba también el "río de la muerte". Humbaba, monstruo con cara de león, dientes de dragón, rugía como el agua de la inundación y poseía una gruesa melena y grandes pies. 

## Mitología

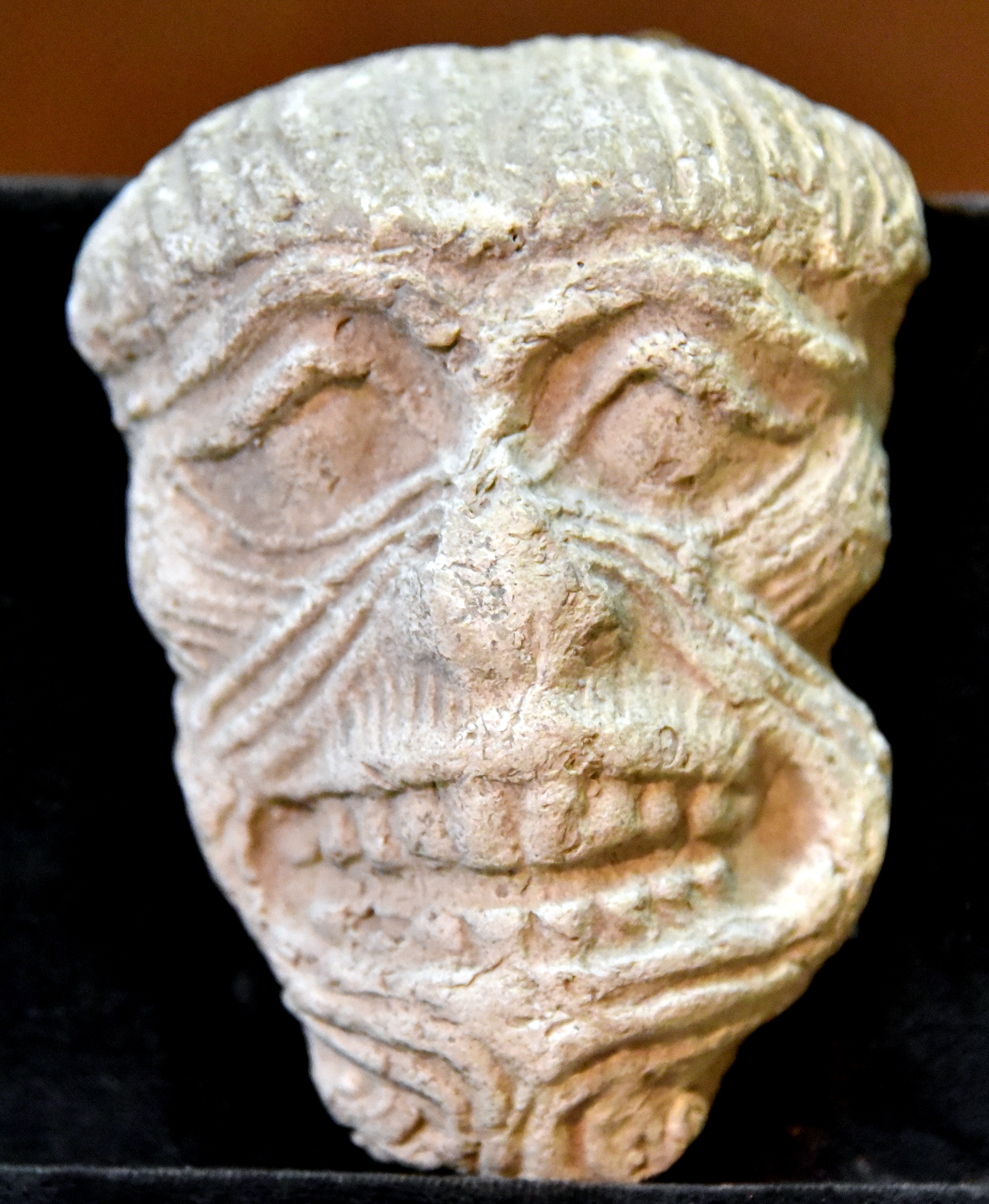
Máscara de Humbaba (Huwawa). Terracota. Ur, Irak. Período paleobabilónico 2004-1595 a. C. Museo de Sulaimaniya, Irak

En el Poema de Gilgamesh, atacó a Gilgamesh, Enkidu y compañía cuando estos talaron un cedro, pero Gilgamesh lo atrapa poniéndole un aro en su nariz y atando sus brazos. Piensa liberarlo pero Enkidu se opone, cuando Huwawa protesta lo decapitan. Enlil, que había sido el dios que puso a Huwawa a cargo del bosque de cedros, se pone furioso y redistribuye "las siete auras" que le había dado a Humbaba.
Es posible que la figura de Humbaba esté directamente inspirada en el dios elamita Humban. El país del que es guardián se corresponde bastante bien con al territorio de Elam (país montañoso ubicado en el este y salpicado de coníferas). Al igual que con el demonio Pazuzu, su imagen se difundió en forma de amuletos protectores. La cara de Humbaba inspiró a las Gorgonas de la Antigua Grecia.